# Пруссия и Гражданская война в США
Пруссия, пытаясь объединить различные германские государства под своим началом, не участвовала в Гражданской войне в США. Однако были добровольцы прусской армии, которые находились по обе стороны фронта, как и другие прусские подданные, которые ранее иммигрировали в Соединенные Штаты.

## Добровольцы
Шесть генералов, сражавшихся за Союз, были родом из Пруссии. Высшим должностным лицом-добровольцем был генерал-майор Питер Дж. Остерхаус, командир корпуса, который служил под руководством Уильяма Текумсе Шермана. Карл Шурц, который впоследствии стал секретарем внутренних дел и Карл Леопольд Маттис участвовали в Битве Миссионерского хребта в Чаттануге, штат Теннесси, где были ранены. Александр Шиммельфенниг избегал захвата в течение двух дней после битвы при Геттисберге, прячась в свинарнике. Август Виллих был захвачен в Битве при Стоун-Ривер, и был ранен в битве при Ресаке. Другой — Фредерик Саломон, брат губернатора Висконсина Эдуарда Саломона — также участвовал в войне.
На юге самым известным немцем был Герос фон Борке, офицер, служивший в штабе кавалерийского командира Джеба Стюарта. Самым высокопоставленным прусским иммигрантом в армии Конфедеративных Штатов был Адольф Хейман, ветеран американо-мексиканской войны, который стал полковником и, вероятно, Бригадным генералом незадолго до своей смерти в 1862 году. Барон Роберт фон Массоу, сын камергера короля Пруссии, служил под командованием Джона С. Мосби в 43-м Вирджинском Кавалерийском батальоне, известном как «рейнджеры Мосби». Массоу позже служил командиром немецкого IX корпуса незадолго до Первой мировой войны. Юстус Шейберт был прусским военным наблюдателем, который в течение семи месяцев следил за действиями Роберта Э. Ли в нескольких битвах, включая битву при Чанселлорсвилле и битву при Геттисберге в 1863 году. Вернувшись в Пруссию в 1864 году, Шейберт записал свои наблюдения и разместил их в нескольких лучших библиотеках Пруссии. Оттуда то, что узнал Шейберт, помогло Пруссии и позже объединило Германию в пяти разных войнах.

## Правительственная политика
Большинство небольших немецких государств слишком интересовались нынешними событиями в Европе, не обращая внимание на гражданскую войну в США, хотя они, как правило, больше сочувствовали Союзу, чем Конфедерации. Пруссия и ее соперник, Австрийская империя, были более заинтересованы, но в целом они ещё менее были вовлечены в войну, чем Великобритания и Франция. Что касается действий Шермана в Джорджии, прусский генерал Гельмут фон Мольтке сказал, что «вооруженная толпа» не имеет ничего полезного для изучения. В ответ Шерман сравнил Мольтке с «пятой точкой». Есть некоторые свидетельства того, что эта история несколько апокрифична, так как Шерман, появившийся перед англо-американской мирной комиссией сказал: 

Мольтке никогда не был настолько глуп, чтобы сказать это. Я лично видел Мольтке; я не осмелился задать ему вопрос, потому что не предполагал, что он такой осёл, чтобы сказать это. Прусская армия выучила много уроков и извлекла из них пользу во время нашей войны, и их офицеры быстро признали это.— 
В 1862 году британский министр иностранных дел лорд Джон Рассел пытался привлечь Пруссию вместе с Францией и Россией для посредничества при заключении перемирия, чтобы положить конец войне, но страны отказались.

## Память
Интересно, что Новое седло, используемое Союзной конницей, было изобретено генерал-майором Джорджом Макклелланом по прусским образцам, привезённым немецкими добровольцами. 
Официальные военные наблюдатели, направленные в Северную Америку, собирали сведения и изучали тактику обеих сторон, которые позднее использовали в Франко-прусской войне, победу в которой одержала Германия